# Бурьенн, Луи Антуан Фовель де
Луи Антуан Фовель де Бурьенн (1769—1834) — секретарь Наполеона.

## Биография
Луи Антуан Фовель де Бурьенн родился 9 июля 1769 года в Сансе. Воспитывался в Бриеннской военной школе, где был другом и товарищем Бонапарта, с 1788 г. продолжал своё образование в Лейпциге, был секретарем французского посольства в Штутгарте. Возвратившись в 1793 г. во Францию, жил вдали от дел до 1797 г., когда Наполеон сделал его своим личным секретарем.
Бурьенн сопровождал его во всех походах, но в 1802 г. внезапно был удален, по подозрению в финансовой нечистоплотности. По ходатайству Фуше, он в 1804 г. получил дипломатическое назначение в Гамбург. Уже с 1810 г. Бурьенн, предвидя восстановление Бурбонской династии, стал на сторону врагов Наполеона, а после падения последнего, получил сначала пост парижского префекта полиции, затем министра. 
В качестве члена палаты депутатов, он выступал решительным противником всех либеральных начинаний, даже учреждений для поощрения наук и образования. События июльской революции 1830 года, огромные потери на бирже в 1831 году, наконец, присуждение к тюремному заключению — все это вместе сильно отразилось на состоянии его умственных способностей и привело его в сумасшедший дом, где он и скончался.
Незадолго до смерти, Бурьенн обнародовал свои воспоминания: «Mémoires sur Napoléon, le Directoire, le Consulat, l’Empire et la Restauration» (Париж, 1829 г., 10 т.; в русском переводе С. Де-Шаплета: «Записки Буриенна о Наполеоне, директории, консульстве, империи и восшествии Бурбонов», СПб., 1831—1836) — сочинение, интересное по сообщаемым подробностям, но не всегда достоверное, вызвавшее в своё время много толков и поправок.

## Образ в кино
- «Наполеон: путь к вершине» (Франция, Италия, 1955) — актёр Бернар Деран[фр.]